# つくば100キロウォーク
つくば100キロウォーク（つくば100きろウォーク）は、筑波山周辺を歩く制限時間24時間以内のウォーク大会。

## 概要
2009年（平成21年）まで群馬県桐生市で開催されていた『桐生100キロウォーク・桐生－足尾往復』の終了に伴い、新たにスタートした、つくば山麓を100キロ・24時間で歩くウォーク大会である。筑波山麓のつくば古道や、旧筑波鉄道筑波線跡にある『つくばりんりんロード』（茨城県道501号桜川土浦自転車道線）の往復を主にした、100kmを歩くウォーキング大会である。
主催はつくば100キロウォーク実行委員会、後援はつくば市、土浦市、桜川市、茨城新聞社。2010年5月に第1回を開催した。参加資格は13歳以上で自力歩行が可能な者。

## 沿革
- 第1回 - 2010年5月29日・30日、参加者66名、完歩者47名（完歩率71.21%）
- 第2回 - 2011年5月28日・29日、参加者310名、完歩者156名（完歩率50.32%）
- 第3回 - 2012年5月26日・27日、参加者477名、完歩者268名（完歩率56.18%）
- 第4回 - 2013年5月25日・26日、参加者505名、完歩者291名（完歩率57.6%）
- 第5回 - 2014年5月24日・25日、参加者419名、完歩者249名（完歩率59.4%）

## コース
※2012年大会
- 筑波山口→つくば古道・平沢官衙遺跡→筑波山口 (20km) →岩瀬折り返し点 (40km) →筑波山口 (60km) →土浦折り返し点 (80km) →筑波山口 (100km)

10km毎にエイドステーション・関門（制限時間）がある。